# Peña Calva
Peña Calva es un despoblado medieval situado en el actual término municipal de Nogueruelas, en la comarca de Gúdar-Javalambre de la provincia de Teruel.

## Historia
Peña Calva está en una zona que estuvo en litigio entre el Reino de Valencia y el Concejo de Teruel. Poco después de que Jérica fuera separada del territorio de Teruel en 1261, en mayo de 1261 los turolenses intentaron ocupar otros territorios que como Peña Calva teóricamente les correspondían por previas donaciones regias. Con esta intención nombraron mayordomos para repartir tierras entre los repobladores que enviaron para asegurar su posición:

qui dividant et donent ad populandum quibuscumque personis voluerint...loca illa sunt in terminis turoliii, qui nominantur Musquerola, Val de Linares, Pena Calva, Atorela, Salmança, Turriles, Camarela et omnia loca que in termino Turolii sunt ad populandum....

El 11 de septiembre de 1262 el juez, jurados, alcaldes, mayordomos y siete hombres buenos de Teruel eligieron algunos pobladores para repartir y poblar Peña Calva y otros territorios de los alrededores; el texto es escrito en aragonés:

femos e estableçemos quinoneros de Pena Calva a vos don Johan de Scrich...